# Liste des codes ivoiriens
La liste des codes juridiques ivoiriens couvre divers domaines du droit ivoirien.
- Code électoral
- Code communal
- Code de l'environnement et de l'eau
- Code de la famille
- Code de la fonction militaire
- Code de la protection des œuvres de l'esprit
- Code de la nationalité et identification des personnes
- Code de prévoyance sociale
- Code de procédure civile commerciale et administrative
- Code de procédure militaire
- Code de procédure pénale
- Code des investissements
- Code des loyers
- Code des marchés publics
- Code des télécommunications
- Code du travail
- Code des biens et obligations
- Code forestier
- Code minier
- Code pénal
- Code pétrolier
- Code foncier et rural